# Cornedo all'Isarco
Cornedo all'Isarco (Karneid) é uma comuna italiana da região do Trentino-Alto Ádige, província de Bolzano, com cerca de 3.111 habitantes. Estende-se por uma área de 40 km², tendo uma densidade populacional de 78 hab/km². Faz fronteira com Bolzano, Fiè allo Sciliar, Nova Levante, Nova Ponente, Renon, Tires.

## Demografia
| Variação demográfica do município entre 1861 e 2011                               |
|                                                                                   |
| Fonte: Istituto Nazionale di Statistica (ISTAT) - Elaboração gráfica da Wikipedia |

## Línguas
Esta é a distribuição das línguas oficiais sudtiroleses:
- Alemão: 87,3%
- Italiano: 12,4%
- Ladino: 0,3%